# Wojciech Suleciński
Wojciech Suleciński (ur. 6 września 1962 w Gdańsku) – historyk i dziennikarz pochodzący z Gdańska.

## Życiorys
Absolwent IX LO w Gdańsku. W 1988 ukończył studia historyczne na Uniwersytecie Warszawskim. Specjalizował się w historii starożytnej Grecji, pracę magisterską Polityczna rola ubogich w Atenach IV wieku napisał pod kierunkiem Włodzimierza Lengauera. Działał w nielegalnym NZS. Uczestnik strajków studenckich i w Stoczni Gdańskiej w 1981 i 1988. Do 1981 zawodnik drużyny hokejowej RKS Stoczniowiec.
W 1989 należał do zespołu telewizyjnego Komitetu Obywatelskiego „Solidarność” i przygotowywał programy wyborcze przed wyborami z 4 czerwca.
W latach 1989–1990 współpracował z Video Studiem Gdańsk. W 1990 uczestniczył w programie Know How Found rządu brytyjskiego. Od 1990 dziennikarz TVP. Reporter, wydawca i prowadzący programów TVP Gdańsk Panorama i Forum Panoramy. Autor Panoramy Tygodnia, programu ukazującego się z tłumaczeniem na język migowy i cyklu „Z Archiwum Telewizji Gdańsk”.
W latach 1996–2002 był sekretarzem programowym gdańskiego oddziału TVP. Autor reportaży i filmów dokumentalnych dla 1 i 2 programu TVP. Zrealizował m.in. serię filmów dokumentalnych „Ludzie z pierwszych stron gazet” (z Marianem Terleckim, jako niezależnym producentem). Film o stanie wojennym w Polsce i kilka reportaży ilustrujących wejście Wojska Polskiego do NATO.
Od 2002 prowadzi zajęcia ze studentami studiów podyplomowych w Wyższej Szkole Administracji i Biznesu w Gdyni, Politechniki Gdańskiej i Wyższej Szkoły Psychologii Społecznej z dziennikarstwa, kreowania wizerunku i retoryki.
Od początku 2014 w każdą środę prowadzi w Radiu Gdańsk audycję Co za historia?.
Autor powstałego w 2017 audio przewodnika po Muzeum II Wojny Światowej w Gdańsku.